# La Fugue (film, 1964)
Pour les articles homonymes, voir La Fugue.
La Fugue (La fuga) est un film italien réalisé par Paolo Spinola et sorti en 1964.

## Fiche technique
- Titre original : La fuga
- Réalisation : Paolo Spinola
- Scénario : Sergio Amidei et Piero Bellanova
- Photographie : Marcello Gatti et Armando Nannuzzi
- Musique : Piero Piccioni
- Montage : Nino Baragli
- Décors : Piero Gherardi et Nedo Azzini
- Costumes : Piero Gherardi
- Durée : 120 min
- Dates de sortie : 
  -  Italie : 12 décembre 1964
  -  France : 31 janvier 1968
- Affiche : Boris Grinsson (France)

## Distribution
- Giovanna Ralli : Piera Fabbri
- Anouk Aimée : Luisa
- Paul Guers : Andrea Fabbri
- Enrico Maria Salerno : le psychanalyste
- Carole Walker : la mère de Piera
- Guido Alberti : le père de Piera
- Jone Salinas : la mère d'Andrea
- Maurizio Arena : Alberto Spina